# Nicasio (Kalifornien)
Nicasio ist ein census-designated place (CDP) in Marin County im US-Bundesstaat Kalifornien mit 81 Einwohnern (Stand: 2020).
Der Ort liegt zwischen San Francisco und Petaluma östlich von Point Reyes National Seashore.
Nicasio ist vor allem für die Beheimatung der Skywalker Ranch im Lucas Valley bekannt.

## Organisationen
In Nicasio sind folgende Organisationen beheimatet:
- Nicasio Land Owners Association  (NLOA)
- Nicasio Land Preserve (NLP)
- Nicasio Design Review Board (NDRB)
- Nicasio Disaster Council (NDC)
- Nicasio Volunteer Fire Department  (NVFD)
- Nicasio Volunteer Fire Department Ladies Auxiliary (NVFDLA)
- Nicasio Historical Society  (NHS)
- Nicasio School Foundation (NSF)